# Melleroy
Melleroy település Franciaországban, Loiret megyében. Lakosainak száma 507 fő (2022. január 1.). Melleroy Château-Renard, La Chapelle-sur-Aveyron, Saint-Maurice-sur-Aveyron, Triguères és Charny Orée de Puisaye községekkel határos.

## Népesség
A település népességének változása:
| Lakosok száma | 536  | 458  | 464  | 516  | 509  | 502  | 504  | 502  | 500  | 507  |
|               | 1968 | 1982 | 1990 | 2006 | 2013 | 2015 | 2017 | 2019 | 2020 | 2022 |